# Villa Romana de La Olmeda

Grundrissplan der Villa Romana de La Olmeda.

Die Villa Romana de La Olmeda ist eine palastartige römische Villa rustica, die bei Pedrosa de la Vega in der Provinz Palencia in der Autonomen Region Kastilien und León ausgegraben wurde. Sie liegt in der Nähe des Flusses Carrión.

## Die Villa

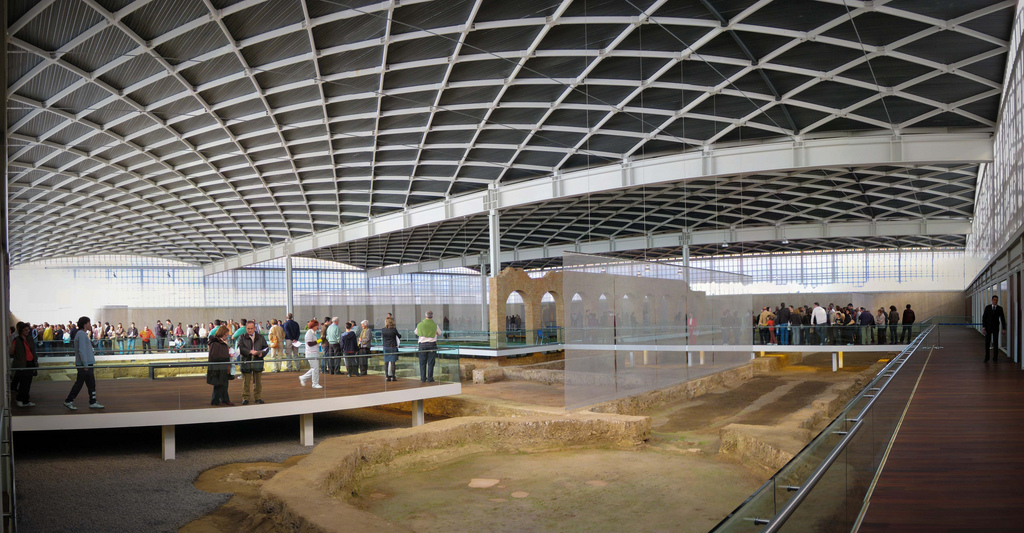
Die konservierten Ruinen in musealer Präsentation.

Das Gebäude wurde 1968 entdeckt, die Ausgrabungen dauerten bis 1980. Die Anlage ist mit einem Schutzbau überdacht und als Museum öffentlich zugänglich. Kleinfunde gelangten auch ins Archäologische Museum von Saldaña.
Bei der Portikusvilla mit Eckrisaliten handelt es sich um einen bedeutenden Komplex der Spätantike. Es ließen sich mehrere Bauphasen nachweisen, die ältesten datieren ins 3. Jahrhundert n. Chr. Im 4. Jahrhundert erfolgten bedeutende Umbauten, die Anlage wurde noch bis ans Ende des 5. Jahrhunderts bewirtschaftet. Das Gebäude ist symmetrisch aufgebaut, um einen zentralen Innenhof gruppieren sich 27 Räume, von denen 12 mit Mosaiken ausgestattet sind. Im Westen der Villa befindet sich auch noch eine eigene Badeanlage mit Hypokaustenheizung. Auch ein nahe gelegenes spätantikes Gräberfeld wurde ausgegraben.

### Mosaiken
Ein großformatiges Mosaik im Oecus des Hauses hat als zentrales Motiv die Entdeckung des Achilleus auf der Insel Skyros. Achill in der Bildmitte ist von Töchtern des Königs Lykomedes umgeben, unter denen ihn seine Mutter als Mädchen verkleidet versteckt hatte. Rechts daneben befindet sich Odysseus, der ihn dort auffinden und zur Teilnahme am Trojanischen Krieg bewegen sollte. Odysseus ließ einen Soldaten, der oben im Mosaik abgebildet ist, die Kriegstrompete blasen, woraufhin Achilles zu bereit liegenden Waffen, Schild und Lanze, griff und sich so verriet. Um das Achillesmosaik herum finden sich geometrische Muster und Jagdszenen.
Außerdem finden sich geometrische Mosaiken.

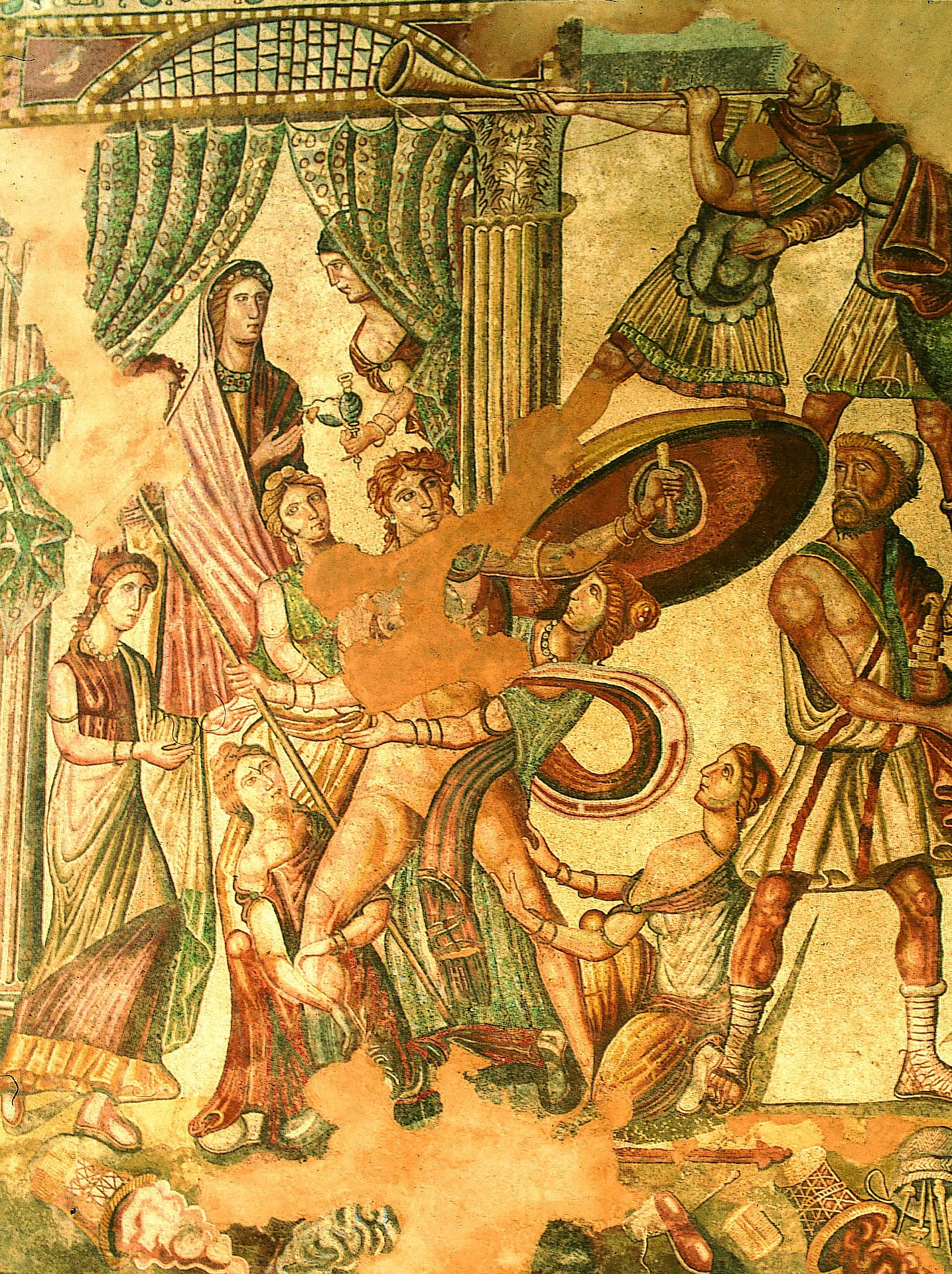
Mosaik mit der Entdeckung des Achilles.
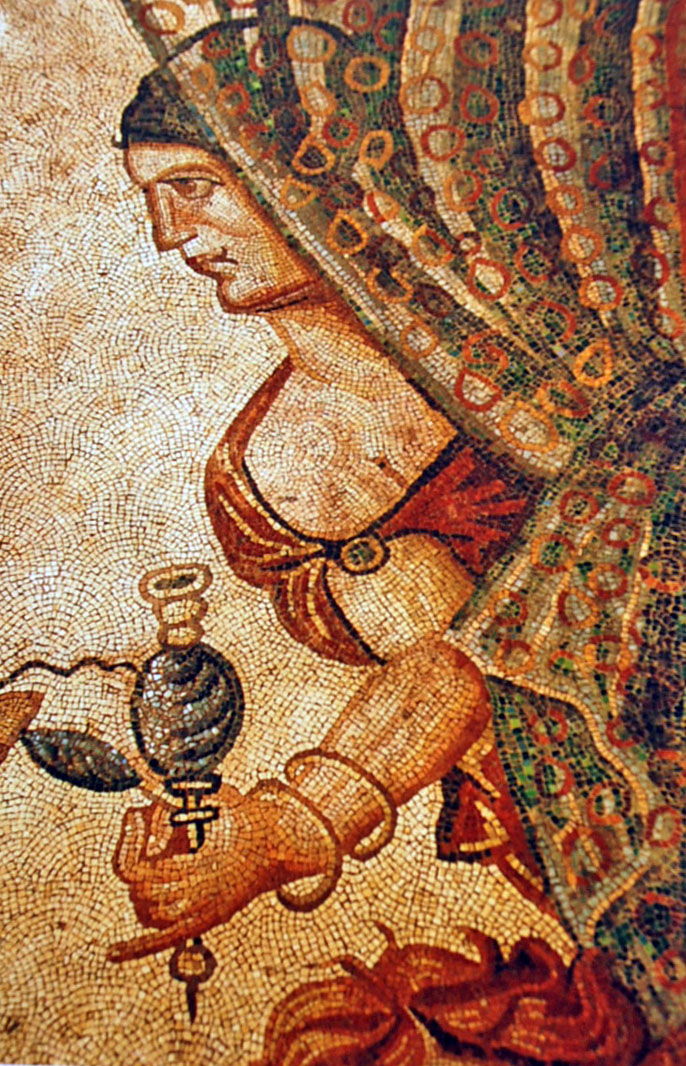
Detail: Spinnerin mit Spindel und Rocken.
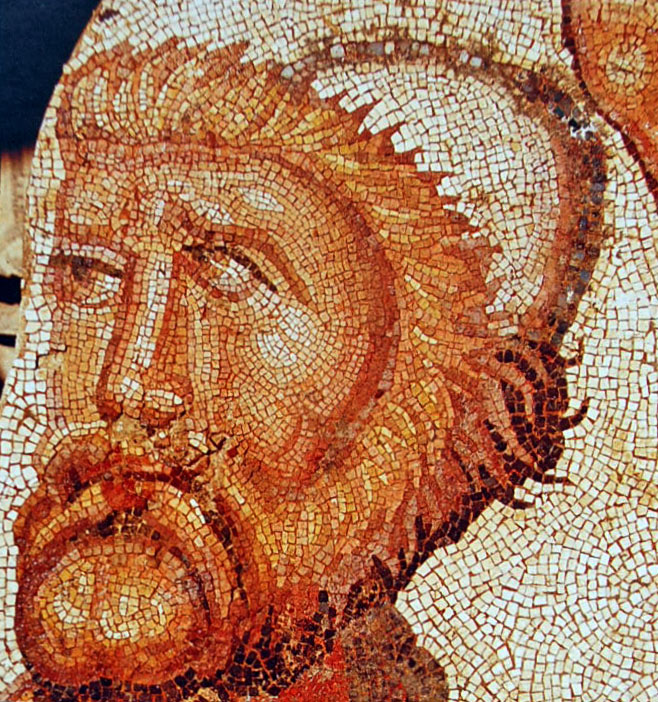
Detail: Kopf des Odysseus.
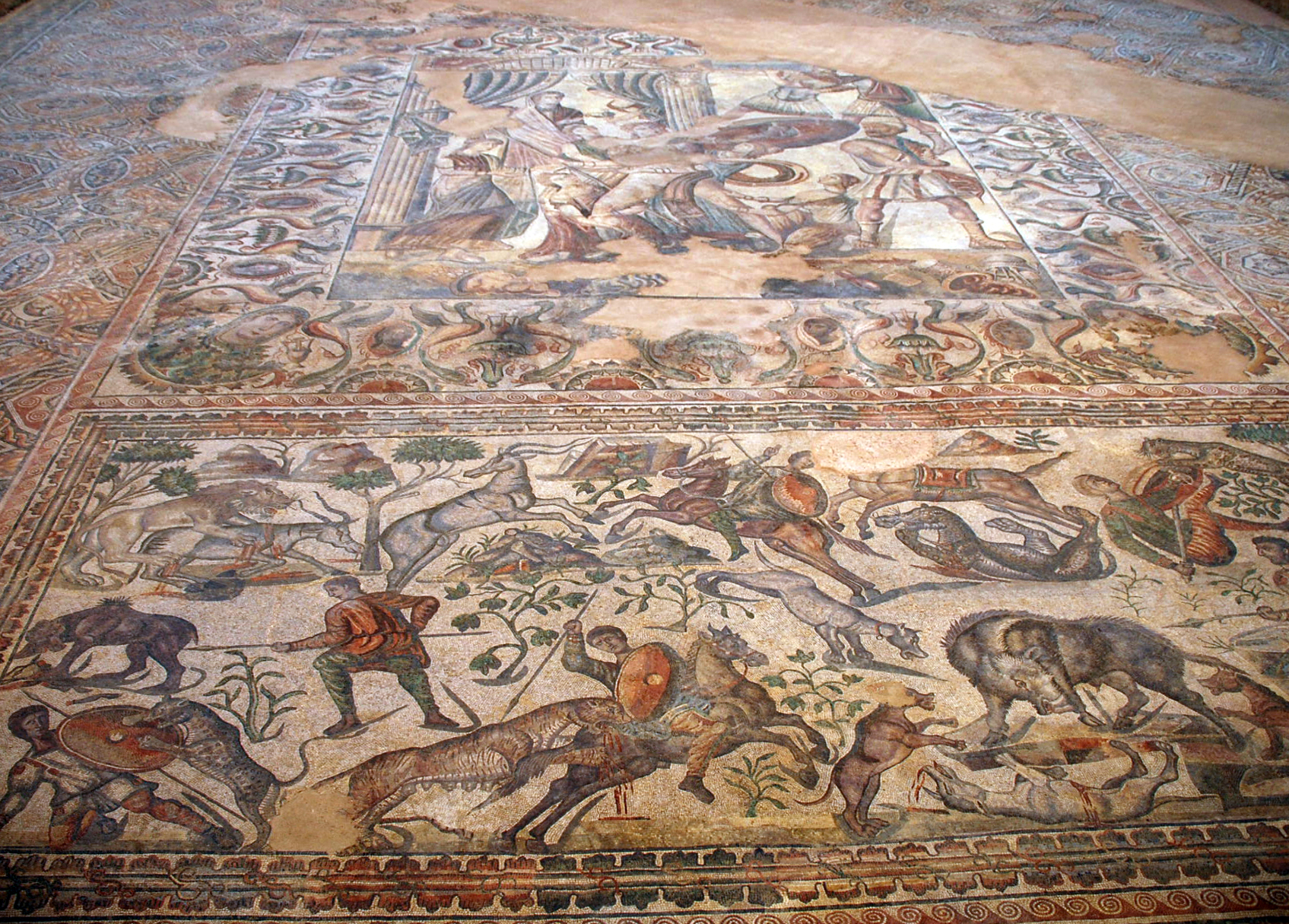
Jagdszenen am Achillesmosaik.